# 声にできない
「声にできない」（こえにできない）は、久保田利伸の37枚目のシングル。2011年9月28日にSME Recordsから発売された。

## 概要
前作「流れ星と恋の雨」から2か月ぶりのシングル。角川配給映画「夜明けの街で」エンディングテーマ。アルバム『Gold Skool』にEnglish Ver.（英語詞）バージョンが収録されていた同曲の日本語バージョンを初収録。同年11月に発売されるベスト・アルバム『THE BADDEST 〜Hit Parade〜』では日本語詞・英語詞を1曲の中で両方収録したバージョンで収録されている。DEPAPEPEとコラボレーションした映像を収録したDVD付の初回限定盤と通常盤の2形態で発売。

## 収録曲
全曲　作詞・作曲：久保田利伸
1. 声にできない
2. 声にできない（夜明けの街で ver.）
3. 声にできない（Instrumental）

## 初回限定盤DVD
1. 声にできない ～Organic Jam with DEPAPEPE～